# Asa Dotzler
Asa Dotzler (* 5. června 1974 Summertown, Tennessee, USA) je známý zejména díky své práci komunitního koordinátora na projektech společnosti Mozilla Corporation.
Aktivním členem komunity projektu Mozilla je od roku 1998. Po více než roce dobrovolnické činnosti se připojil ke „staff@mozilla.org“, vedoucímu týmu Mozilla, a hrál klíčovou roli při vývoji produktů, včetně vydání webového prohlížeče Mozilla 1.0, uvedení prohlížeče Mozilla Firefox a e-mailového klienta Mozilla Thunderbird.
Je zakladatelem a od října 1998 do září 2005 byl vedoucím oddělení kontroly kvality a testování Mozilla Community Quality Assurance & Testing Program, které se pod jeho vedením rozrostlo z malého počtu dobrovolníků v době jeho nástupu na projekt, na desítku tisíc dobrovolníků v současnosti.
Od dubna 2002 do září 2002 úzce spolupracoval se zakladateli projektu Firefox, Blakem Rossem, Benem Goodgerem a Davem Hyattem, a řídil vydávání nočních sestaveních (buildech) „mozilla/browser“.
Asa Dotzler je také spoluzakladatelem platformy Spread Firefox propagující webový prohlížeč Mozilla Firefox spuštěné v říjnu 2004. Platformu Spread Firefox, která je zodpovědná za posílení povědomí členů komunity o tomto webovém prohlížeči, vytvořil ve spolupráci se spoluzakladatelem Firefoxu Blakem Rossem. Od června 2004 do srpna 2007 (3 roky a 3 měsíce) platformu Spread Firefox řídil a vedl a pomáhal spustit marketingový program a propagaci komunity Mozilla open source.
Dnes (srpen 2022) Asa Dotzler pracuje na pozici Senior Product Manager. Dříve také v týmu Mozilla Technology Evangelization, kde pomáhal lidem pochopit, vytvářet a využívat otevřený web.
V prosinci 2009, v návaznosti na prohlášení generálního ředitele společnosti Google o zásadách ochrany osobních údajů vyhledávače Google, doporučil Asa Dotzler uživatelům Firefoxu používat internetový vyhledávač Bing.